# Pervagor janthinosoma
Pervagor janthinosoma és una espècie de peix de la família dels monacàntids i de l'ordre dels tetraodontiformes.

## Morfologia
- Els mascles poden assolir 13 cm de longitud total.[2][3]

## Hàbitat
És un peix marí, de clima tropical i associat als esculls de corall que viu entre 8-20 m de fondària.

## Distribució geogràfica
Es troba des de l'Àfrica oriental fins a Samoa, el sud del Japó, Nova Gal·les del Sud (Austràlia) i Tonga.

## Observacions
És inofensiu per als humans.